# Andy Hildebrand
Andy Hildebrand (Coronado, California, Estados Unidos) es un ingeniero estadounidense conocido por el desarrollo de técnicas de prospección geofísica para la industria petroquímica e inventar Auto-tune.

## Primeros años
De acuerdo con una entrevista dada, no se consideraba a sí mismo como «un niño normal» y aunque pasaba mucho tiempo entre libros no se adaptó muy bien al formato escolar, donde le costaba mucho esfuerzo pasar mucho tiempo sentado en clase. Sin embargo, a través de los años su desempeño escolar fue paulatinamente mejorando hasta que finalmente se despertó en él un interés por las ciencias.
Su interés por las ciencias inicialmente lo llevó a obtener un título de pregrado en ciencias de sistemas en Míchigan y a trabajar en el Centro de Ingeniería Naval de los Estados Unidos en Washington D. C. donde trabajó en sistemas de navegación inerciales y contribuyó al desarrollo del sistema SRN-9 que es uno de los antecesores del GPS. Acerca de esta experiencia Andy mencionaba a uno de sus entrevistadores que en esa época los receptores de la señal de GPS pesaban una tonelada y tenían tres metros de alto, hoy son solo un chip en el teléfono.
Posteriormente e interesado más por la matemática que por el hardware, se dirigió a la Universidad de Illinois en Urbana-Champaign donde obtuvo una maestría en 1972 y un doctorado en 1976 en el área de ingeniería eléctrica con el título de su disertación Nonlinear Filters for Estimating an Insect Population Density (Filtros no lineales para la estimación de la población de insectos).

## Trabajo en la industria petrolera
Después de obtener su doctorado Andy se trasladó en 1976 al estado de Texas a trabajar para  Exxon Production Research, una de las grandes empresas del sector de petróleos, donde desarrolló técnicas de prospección geofísica a través de las cuales se analizaba el registro de las señales de explosiones controladas que viajaban a través del suelo y a partir de las cuales se podía inferir la presencia de hidrocarburos en la matriz de suelo. Su trabajo en aquel entonces requería el procesamiento masivo de datos recolectados por mediciones de eventos sísmicos generados artificialmente durante las fases exploratorias de campos de producción.
En 1982 Andy y tres compañeros más fundaron Landmark Graphics que producía estaciones de trabajo para compañías de la industria del petróleo o que requirieran interpretar datos de pruebas sísmicas. Con esta compañía en 1999 los cuatro fundadores fueron galardonados con el premio Cecil Green Enterprise Award otorgado por la Sociedad de Exploración Geofísica de los Estados Unidos.

## Trabajo en la industria musical y creación de Auto-Tune
Después de retirarse de la industria petroquímica Andy inicio en 1989 estudios en composición musical en la Escuela de Música Shepherd ubicada en el campus universitario de la Universidad de Rice en Houston, Texas. Durante este tiempo fundó la compañía Antares Audio Technology y con base en su experiencia en el análisis de señales para prospeccion geofísica y composición de audio con sintetizadores desarrollo en 1996 un sistema que corregía en tiempo real el tono de un audio y que más adelante se llamaría Auto-tune. Antes de la existencia de este tipo de herramientas los técnicos de sonido debían realizar múltiples grabaciones de las mismas canciones y posteriormente poner juntas las piezas de manera que se obtuviera la calidad deseada. Lo cual era muy costoso en tiempo y dinero.
Desde entonces Auto-Tune y otros equipos con objetivos similares pero desarrollados posteriormente forman parte habitual de la industria musical y se cree que hoy esta tecnología hace parte del 90% de las producciones comerciales de grabación de voz.